# スロヴェンスカー・ストレラ
スロヴェンスカー・ストレラ（スロバキアの矢、スロバキア語 : Slovenská strela）は、第二次世界大戦前のチェコスロバキア国鉄（Československé státní dráhy : ČSD）の特急列車に使用されたM290.0形流線型気動車の愛称。およびその車両によって運行が始まったプラハ（チェコ）－ブラチスラヴァ（スロバキア）間の長距離優等列車を指す。

## 概要
M290.0形気動車は、1934年にチェコスロバキア鉄道省が立案した130km/h運転可能な2等気動車の開発計画にもとづき、1936年、タトラ社コプジブニツェ工場（チェコ・コプジブニツェ市）で2両（M290.001、M290.002）が製造された。流線型の両運転台を持つ電気・機械式ガソリン動車で、全長25,100mm、自重36.0t、最高速度130km/h。M290.002は1936年に148km/hの速度記録を出した。チェコおよびスロバキア両国の国産気動車の設計最高速度としては、鉄道企業体スロバキア（ZSSK）が2011年に投入開始したŽOSウルートキ（スロバキア・ジリナ県）製の861系ディーゼル動車（営業最高速度140km/h）によって破られるまで、75年間にわたって最速タイ記録を維持した。
電気モーターとガソリン機関直結の発電機とを平歯車を組み合わせたギアボックスで結び、機関とともにインサイドフレーム構造の大型台車（軸距4,150mm）内に1セットずつ収める独自のモータートラック方式を採用。電気式・機械式の両方の機能を併せ持つ独特の機構を特徴とする。車軸配列は(1A)´ (A1)´である。
動力装置は当時タトラ社に在籍していたチェコ人技術者のヨセフ・ソウセディーク（1894年–1944年）が開発したもので、発進時から大トルクを発生できる電動機の特性と、低回転ではトルクが小さく高速域でトルクと出力が上がるレシプロ内燃機関の特性を組み合わせたユニークなアイデアで知られる。低速時にはガソリン機関を発電用エンジンとして用いて直流発電機を回転させ、その直流電気によって駆動用直流モーターを自動進段による抵抗制御で制御し駆動軸に動力を伝達する電気式で、速度が82km/hに達すると電磁多板式クラッチによって自動的に直結段に移行し、ガソリン機関の回転を直接駆動軸に伝達する機械式となった。駆動台車の片方が故障した場合には制御を切り離し片台車だけの駆動による走行も可能であった。
各台車のインサイドフレーム上にはM290.001の開発過程において自動車用6気筒ディーゼル機関のタトラ67型（140ps）を搭載したが、騒音および振動の面で難点があるとして最終的にタトラ67型をエタノール添加の混合ガソリンを燃料とするガソリン機関タトラ68型（165ps）に改造して搭載した。M290.002も当初ディーゼル機関を搭載する計画でインサイドフレームを製造したが、最終的にM290.001と同様にタトラ68型が搭載された。
制動装置は、すでにドイツの「フリーゲンター・ハンブルガー」など当時の各国の最新鋭高速気動車が自動車由来のドラムブレーキを採用していたものの、高速からの制動に難点があるとして本形式ではこれを採用せず、駆動用直流モーターと抵抗器を使用した電気制動を採用。電制失効後（20km/h以下）は自動空気ブレーキによる制動を行った。
直径920mmの車輪は制輪子による非常用機械式ブレーキ使用時の摩擦熱によるタイヤ弛緩を防ぐため一体鋳造とし、輪心部には放熱用の8つの穴を開けた。車輪踏面の輪郭（タイヤコンタ）は、高速走行を想定して40分の1と20分の1の2種類の踏面角で構成する特殊コンタを採用した。インサイドフレーム台車の軸受はスウェーデンSKF製の傾斜コロ軸受を使用し、一方でインサイドフレーム、もう一方で軸受を抑える逆さ板ばねで保持した。
このほか高速運転に備え、運行速度を記録するタコグラフとペダル式のデッドマン装置を装備。車体はリベットのない完全溶接車体とするなど、当時の諸大国の車両を凌ぐ先進的技術を数多く取り入れていた。
本形式の加速性能は平坦線において起動から3分（約4.4km）で計画の最高速度130km/hに達し、チェコスロバキア国鉄が本形式の計画にあたりイタリア国鉄から借り受けて試運転を行った同じ最高速度130km/hのリットリナ軽量気動車ALb80形（1933年-1934年、伊フィアット製造）の6分（約10km）を大きく上回り、5‰上り勾配でも7170m地点で130km/hに達した。一方制動性能は、6.7‰下り勾配における105km/h走行時の急制動の制動距離が400mで、120km/h走行時の制動距離が2‰下り勾配で190m、4‰下り勾配で240mのALb80形を下回った。
車内は全2等室で、中央に設けられた軽食準備用の台所とスナックバー区画で車両前位を禁煙室（32席）、後位を喫煙室（40席）に区分。便所を2か所に設けた。運転室は開放式でチェーンまたは網状のフェンスのみで仕切られ、両車端の乗降口デッキから前面展望を眺めることも可能だった。連結器を備えていたが営業運転時は単行で使用された。
チェコスロバキア鉄道省は1937年にも4両のM290.0形を追加増備して運行路線を拡大する計画を立て、このほかブラチスラヴァ-ジリナ間にM290.0形をベースにした新開発の急行電車を投入する構想もあったが、いずれもドイツとの情勢悪化で実現しなかった。

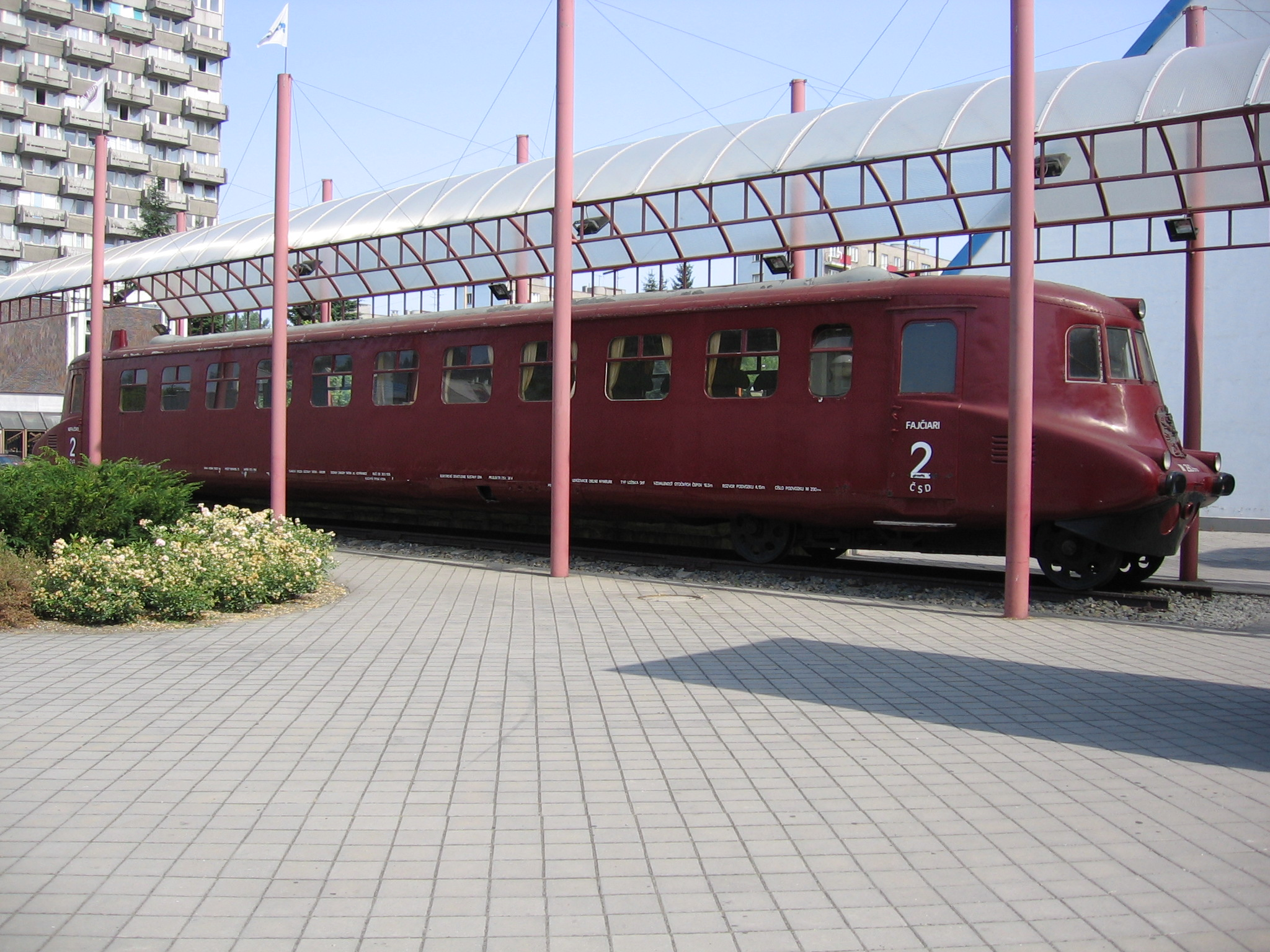
復元整備工事施工前のM290.002（2006年）
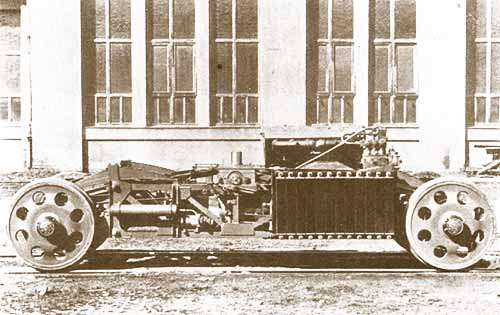
機関と伝動機構を組み込んだM290.0形のインサイドフレーム台車（1936年3月）。この時点ではまだディーゼル機関のタトラ67型を搭載していた。各車輪の斜め上方に逆さに取り付けられた板ばねが見える
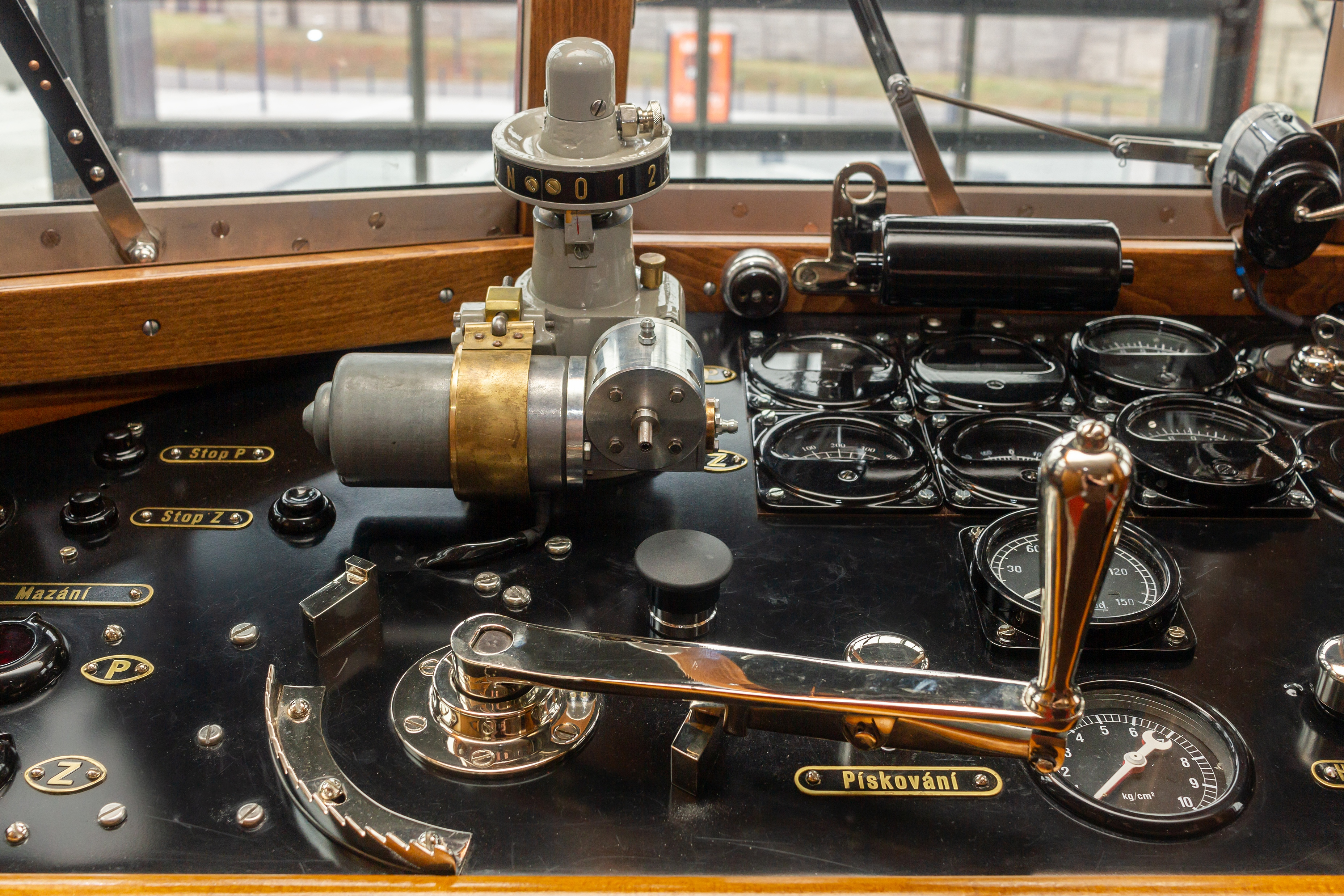
運転台。数字が刻印されたリングを持つ写真上の装置が自動進段のコントローラ（2021年）
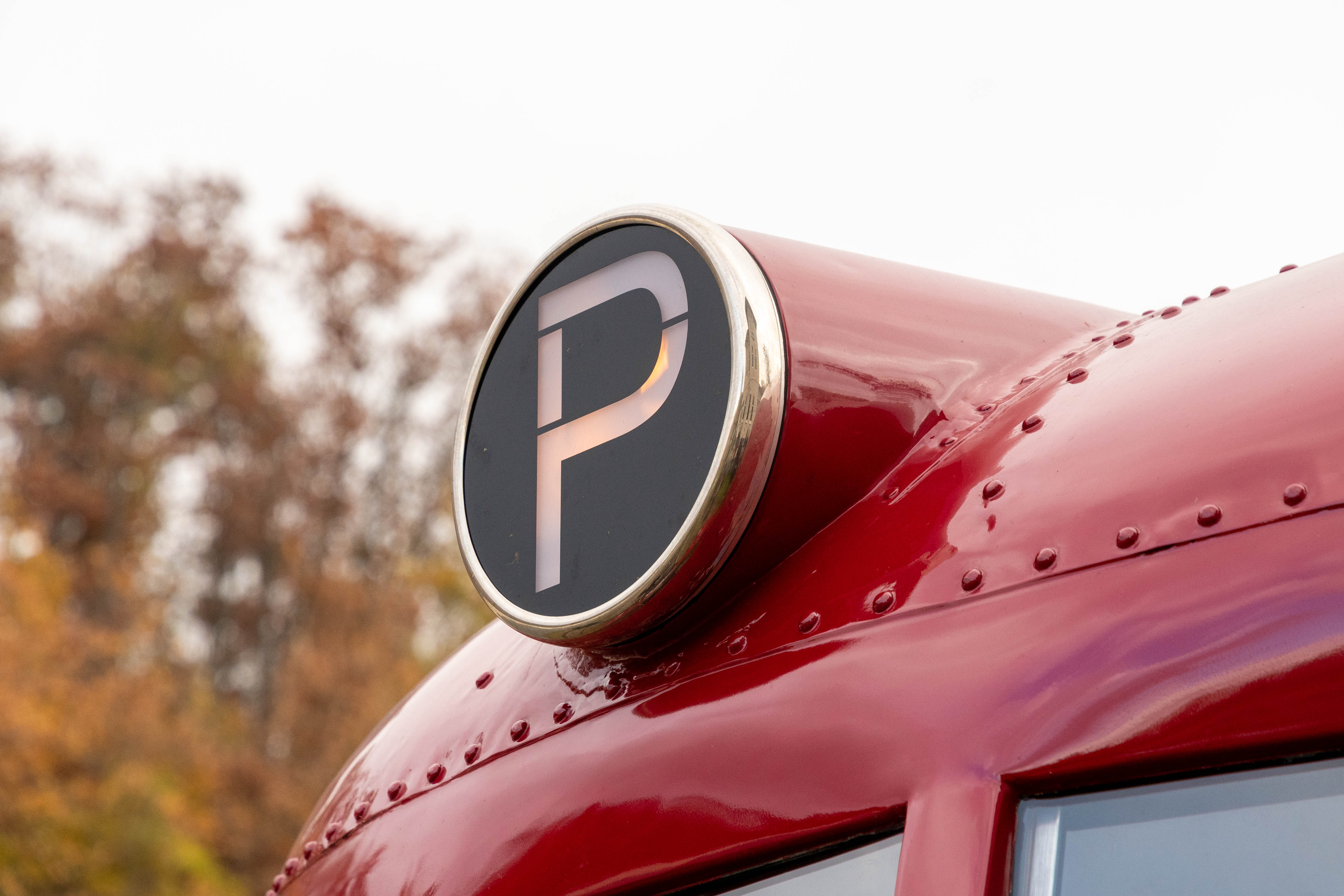
製造当時のチェコスロバキア国鉄の気動車規定に基づく車両の前位（P）と後位（Z）の標示灯を運転台上に設置（2021年）
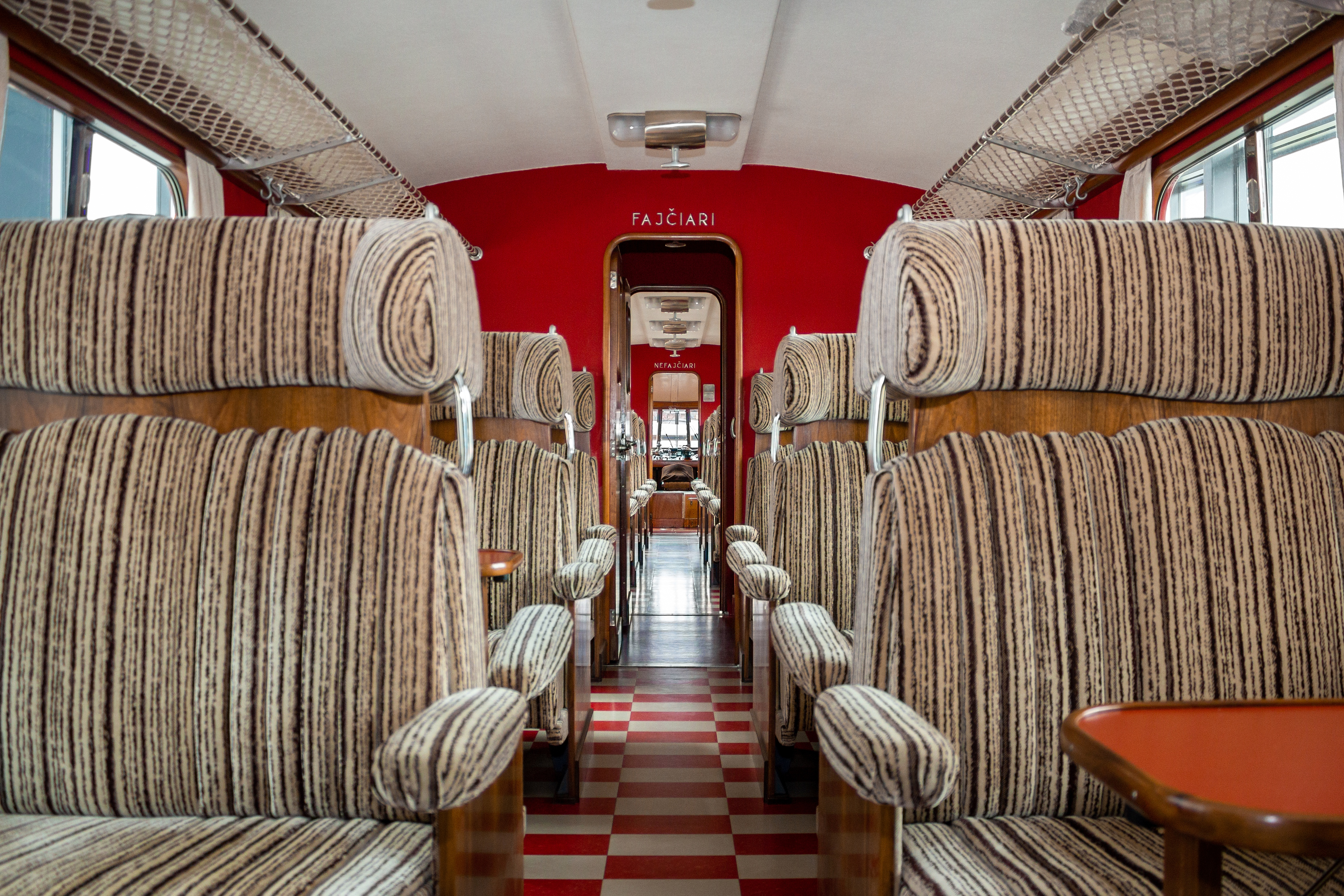
新製当時の状態に復元された車内。半室ごとに区画された客室の通路鴨居部には金属の切り出し文字で「喫煙者」（写真手前）「非喫煙者」（写真奥）と表示されている（2021年）

## 運用史

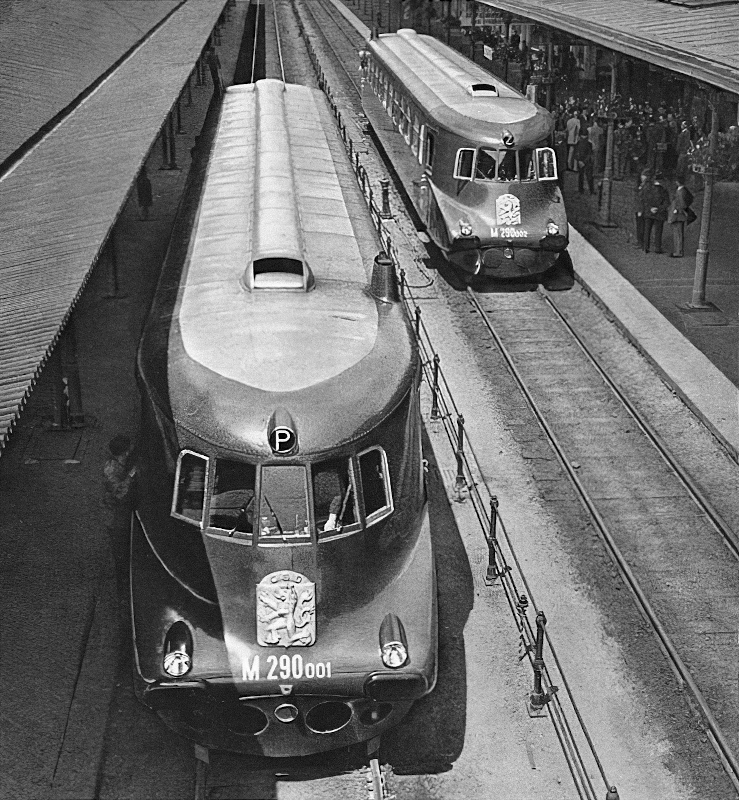
営業運転開始に先立ち報道関係者向けにプラハとブラチスラヴァからそれぞれ運行された特別列車（1936年6月30日、プジェロウ鉄道駅）

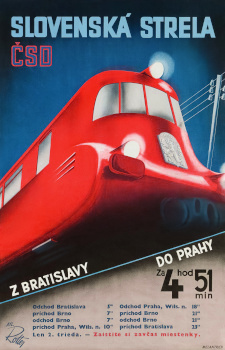
スロヴェンスカー・ストレラの広告
プラハ〜ブラチスラヴァ間4時間51分との表示がある

新設の列車種別「自動高速」（MR ; Motorový rychlík）が与えられた「スロヴェンスカー・ストレラ」は、ブラチスラヴァ機関区に配属されたM290.0形によって1936年7月13日、ウィルソヴォノ（現・プラハ中央）－ブラチスラヴァ中央間（営業キロ397km）で営業運転を開始した。途中停車駅はブルノ中央の1駅のみで、日曜日を除く毎日運行。朝ブラチスラヴァを出発して午前中にプラハに着き、夕方プラハを出発して深夜にブラチスラヴァに戻るダイヤが設定された。
プラハ－ブラチスラヴァ間の運賃は機関車牽引客車による高速列車の2等運賃と同じ100チェコスロバキアコルナ（事前座席指定は5コルナ追加）と当時としては高額で、立席乗車は不可だったが、プラハで約8時間滞在してブラチスラヴァに日帰りできることから、主に実業家や公務員、代議士が利用した。
所要時間は初年度の1936・1937年ダイヤでは4時間51分であった。ブラチスラヴァ－プラハ間における当時の最優等列車は蒸気機関車牽引の「バルカン列車」こと147/148列車で、「スロヴェンスカー・ストレラ」よりも停車駅が多かったため単純に比較はできないものの、「スロヴェンスカー・ストレラ」は同列車に比べ所要時間を1時間短縮した。1936年9月にはM290.001、M290.002の車両検査に伴い、食堂車と客車の2両で組成された代用の蒸気機関車列車が「スロヴェンスカー・ストレラ」に一時充当されたがダイヤを維持することができず、連日20～30分の遅れを出してM290.0形による運行の優位性を浮き彫りにした。
さらに路線改良が進んだことを反映し、1938・1939年ダイヤでは4時間18分（MR175列車）、4時間19分（MR176列車）と30分以上短縮され、表定速度は90km/hを超える俊足を誇った。
| ダイヤ                 | ダイヤ   | 1936・1937年 | 1937・1938年 | 1938・1939年 |
| 列車番号               | 列車番号 | MR 175       | MR 175       | MR 175       |
| 所要時間               | 所要時間 | 4時間51分    | 4時間21分    | 4時間18分    |
| 表定速度               | 表定速度 | 81.85 km/h   | 91.26 km/h   | 92.33 km/h   |
| ブラチスラヴァ中央     | 発       | 5:50         | 5:55         | 6:00         |
| ブルノ中央             | 着       | 7:31         | 7:24         | 7:26         |
| ブルノ中央             | 発       | 7:34         | 7:27         | 7:29         |
| プラハ・ウィルソヴォノ | 着       | 10:42        | 10:16        | 10:18        |
|                        |          |              |              |              |
| 列車番号               | 列車番号 | MR 176       | MR 176       | MR 176       |
| 所要時間               | 所要時間 | 4時間51分    | 4時間20分    | 4時間19分    |
| 表定速度               | 表定速度 | 81.85 km/h   | 91.62 km/h   | 91.97 km/h   |
| プラハ・ウィルソヴォノ | 発       | 18:35        | 18:35        | 18:34        |
| ブルノ中央             | 着       | 21:43        | 21:24        | 21:21        |
| ブルノ中央             | 発       | 21:46        | 21:27        | 21:24        |
| ブラチスラヴァ中央     | 着       | 23:26        | 22:55        | 22:53        |

自動高速「スロヴェンスカー・ストレラ」は1938年、ミュンヘン協定の影響で一時運行不能となったあと、1939年には第二次世界大戦が開戦したため、燃料不足によって運行休止となった。ドイツ保護国となったスロバキア共和国（第一共和国）のスロバキア鉄道車籍となったM290.0形はブラチスラヴァ機関区に留置され、のちボヘミア・モラヴィア保護領下のチェコモラヴィア鉄道に移籍してマサリク鉄道駅に配属された。1両はエミール・ハーハ大統領ら保護領高官の視察用として使用された。
終戦直後の1945年6月21日、ブラチスラヴァ行きとプラハ行きを隔日運行する形でM290.0形による「スロヴェンスカー・ストレラ」の運行が再開され、同年10月1日には日曜日を除く毎日運行に復したが、戦災による路線状態の悪化で所要時間は6時間を超えていた。ドイツから接収したSVT137形を改番したM296.0形、M297.0形、M493.0形、M494.0形気動車とともに同年12月3日のダイヤ改正で新たに高速列車11往復が気動車で運行されることになり、プラハ－オストラヴァ間などの自動高速列車に一時充当されたほか、1946年にかけてニュルンベルク裁判に出席する高官移動用の特別列車にも使用された。
その後M290.0形は一旦「スロヴェンスカー・ストレラ」運用に戻ったが、1948年2月の共産党クーデター以後、定期運用を失った。1950年代に入り、接収などで周辺各国由来の車両が入り交じっていた保有車種数の整理を目指しチェコスロバキア国鉄が新製車両の大量投入を開始する中、プラハ・リーベン機関区配属となった2両のうち、M290.001が1953年に廃車となって002の部品取り用車になり、M290.002も1960年には廃車となった。
M290.001は解体処分されたが、M290.002はコプジブニツェ市の美術館を経て1968年にタトラ国営会社に移管され、民営化後のタトラ株式会社（現・タトラトラックス株式会社）が承継。コプジブニツェ市のタトラ企業博物館に保存され、2010年にチェコの国民文化記念物に指定された。M290.002は1974年と1993年に車体の再塗装が行われており、この過程で誤ってM290.001の表記が行われていたが、2018年から2021年にかけて行われた修復復元工事によって元の車番に修正された。

## 列車「スロヴェンスカー・ストレラ」

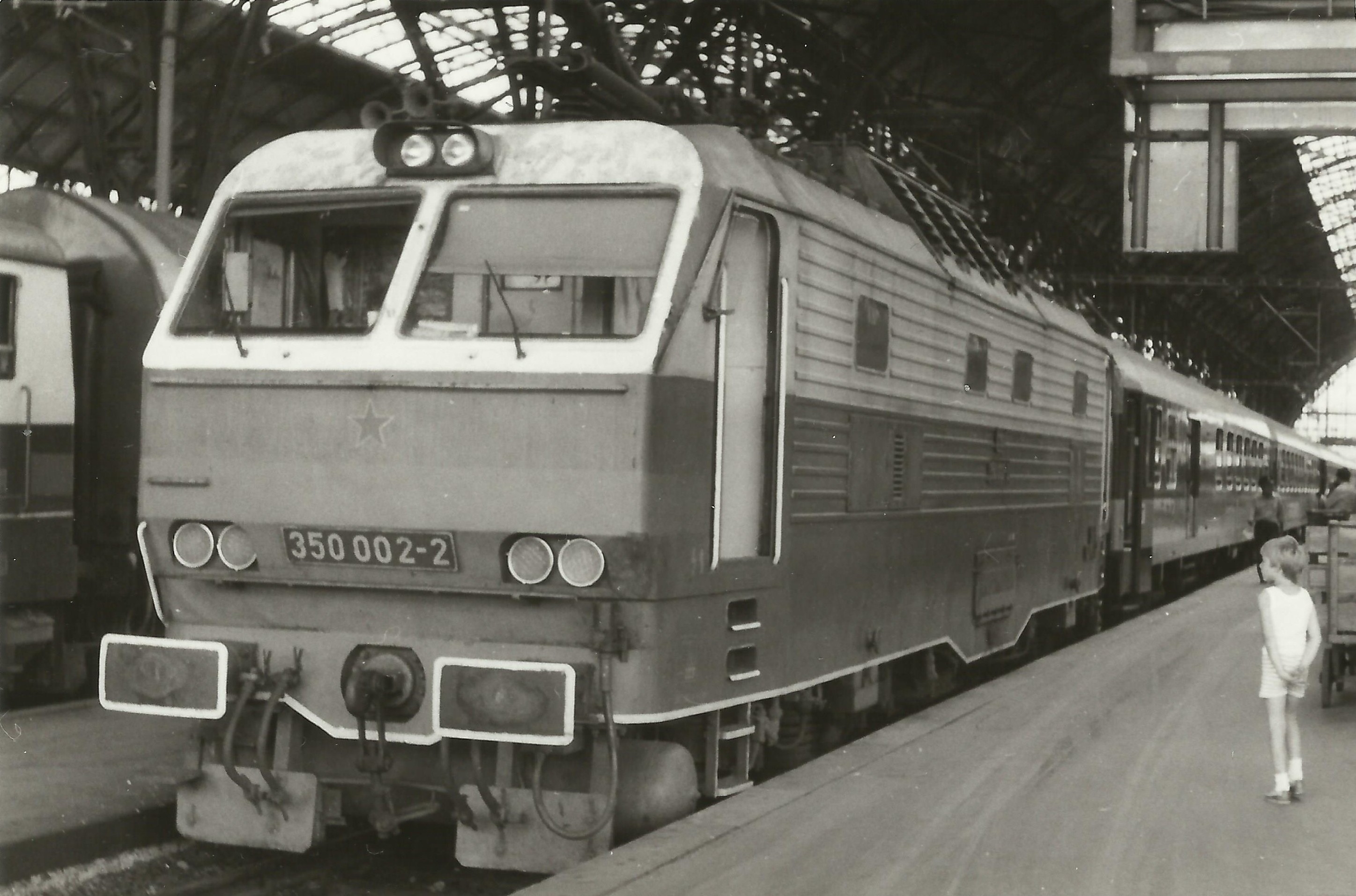
350形（旧ES499形）交直流電気機関車牽引客車列車による社会主義時代の急行「スロヴェンスカー・ストレラ」Ex172/Ex173列車（1989年8月、プラハ中央駅）

M290.0形運用離脱後の「スロヴェンスカー・ストレラ」は高速（Rychlík）R1/R2列車として、ČSDに編入された旧ドイツ国営鉄道（DR）の「フリーゲンダー・ハンブルガー」ことM296.0形・M493.0形（旧VT 137）およびM297.0形・M494.0形（旧SVT 137）気動車を使用し2両または3両編成で運行されたのち、1953年に投入開始されたハンガリー・ガンツ社製M495.0形気動車に置き換えられた。一時「オストラヴァン－ブラチスラヴァン・エクスプレス」（Ostravan-Bratislavan expres）に改称されたもののまもなく旧称に復した。
- 1968年夏季ダイヤ - 1968年5月、急行（Expres）Ex15/Ex16列車に格上げ。
  - 勾配区間での出力不足や脱線・火災事故の頻発、保守難の問題を抱えたM 295.0（旧M495.0）形気動車が運用終了したため電気機関車牽引客車編成に変更され、従来のチェスカートジェボヴァー経由から電化完成したクトナーホラ経由に経路を変更。ブラチスラヴァ方の交流電化、プラハ方の直流電化の境界駅となったクトナーホラ中央駅では電気機関車の付け替え作業が行われた。
- 1973・1974年ダイヤ　-　急行Ex172/Ex173列車
  - ES499形交直流電気機関車（現・350形）牽引列車となり、通し運転が可能となる。
- 1993・1994年ダイヤ - 急行Ex572/Ex573列車
  - 連邦制解消に伴うチェコスロバキア国鉄の分割によりチェコ鉄道・スロバキア国鉄（2003年以降、鉄道企業体を経て鉄道企業体スロバキアに移管）の共同運行化。
- 1994・1995年ダイヤ - 急行Ex274/Ex275列車
- 1995・1996年ダイヤ - インターシティ（Intercity）IC74/75列車に格上げ。
- 2001・2002年ダイヤ - およそ30年ぶりにチェスカートジェボヴァー経由に変更。
  - 運行開始当初の経路だったブルノ－チェスカートジェボヴァー鉄道線の電化（1998年）および路線改良工事完成により350形交直流電気機関車牽引による最高速度160km/h運転が可能となったことに伴う。
- 2006・2007年ダイヤ - スーパーシティ（Supercity）SC18/SC19列車
  - ČD680系電車編成に変更。
- 2009・2010年ダイヤ - ユーロシティEC277/EC278列車（ブラチスラヴァ－ブジェツラウ間）
  - 高速用客車編成に変更。
  - ウイーン発プラハ・ベルリン経由オストゼーバッドビンツ行EC378列車「カール・マリア・フォン・ウェベル」およびベルリン発プラハ経由ウイーン行EC177列車「ヨハネス・ブラームス」の付属編成としてブジェツラウで解結。
- 2010・2011年ダイヤ - スーパーシティSC278/SC279列車（ブラチスラヴァープラハ間）
  - ČD680系電車編成に変更。
- 2011・2012年ダイヤ - ユーロシティEC278/EC279列車（ブラチスラヴァ－ブジェツラウ間）
  - 高速用客車編成に変更。
  - オストゼーバッドビンツ行「カール・マリア・フォン・ウェベル」とウイーン行「ヨハネス・ブラームス」の付属編成としてブジェツラウで解結。
- 2012・2013年ダイヤ - ユーロシティEC177/EC378列車（ブラチスラヴァ－プラハ－ベルリン－オストゼーバッドビンツ間、EC177列車はベルリン始発）
  - ブラチスラヴァ発着の「スロヴェンスカー・ストレラ」を本編成とし、ウイーン発着の「カール・マリア・フォン・ウェベル」「ヨハネス・ブラームス」を付属編成に格下げしてブジェツラウで解結。「スロヴェンスカー・ストレラ」としては過去最長の運転区間となった。
  - ブラチスラヴァ－ブルノ間はZSSK350形、ブルノ－プラハ間はČD371形、プラハ－ドレスデン間はDB101形が牽引。
- 2015・2016年ダイヤ - ユーロシティEC282/EC283列車（ブラチスラヴァ－プラハ間）
  - プラハ以遠の運行区間を廃止。
- 2017・2018年ダイヤ - ユーロシティEC282/EC283列車（ブラチスラヴァ－プラハ間）
  - 運行系統別に新設の列車愛称で統一するチェコ鉄道の施策に伴い「メトロポリタン・スロヴェンスカー・ストレラ」に改称。列車番号は変更なし。
  - ドイツ方面からプラハ・ブルノを経由してスロバキア・オーストリア方面に至るEx3系統のユーロシティについてはすべて「メトロポリタン（Metropolitan）」の単一愛称となったが、「スロヴェンスカー・ストレラ」に限って特別に従来の列車愛称を残した。
- 2021・2022年ダイヤ - ユーロシティEC282/EC283列車（ノヴェーザームキ－ブラチスラヴァ－プラハ間）、ユーロシティEC284/EC285列車（ブラチスラヴァ－プラハ間）
  - EC282/EC283列車のスロバキア国内運行区間をガランタ経由ノヴェーザームキまで延長し、ブラチスラヴァ始発終着のユーロシティEC284/EC285列車を別に新設。
  - 「スロヴェンスカー・ストレラ」時代を含めて初の2往復体制となる。

## 復元整備と復活運転
タトラトラックス社は2018年、現存する数百点におよぶ設計図面と写真資料を元に、地元企業や自治体の支援を受けM290.002の復元整備プロジェクトを開始した。プロジェクトは製造当初の機構と走行性能を忠実に復元して営業運転を行える状態にするもので、チェコモラヴィア鉄道検修有限責任会社（チェコ・オロモウツ県プジェロウ市）が施工。配線や車輪、車内の内装など一部は新製品に交換したものの、部品の90%は製造当初のものを再整備して使用した。
あわせてタトラトラックス社は、タトラ企業博物館に車庫を兼ねた専用の新展示室を建設した。展示室建設を含めた総工費は1億8000万チェココルナで、このうち8000万チェココルナはEUから助成された。
復元整備工事は2021年に竣工し、同年5月7日に鉄道管理公団（SŽ）プジェロウ－ザーブジェシュナモラヴィエ間で85年前の新製時と同じ最高速度130km/hの公式試運転が行われて営業運転認可を受けた。ただし営業時の130km/h運転に対して定められている現代の保安基準を構造上満たすことができないため、営業運転における認可最高速度は100km/hに抑えられている。5月13日にはタトラ企業博物館への自力回送を兼ね、ヨセフ・ソウセディークの息子トマーシュ・ソウセディークら招待客を乗せたプジェロウ発コプジブニツェ行き特別列車が運行された。
営業運転認可を前にUIC番号としてM290.0形には新規に形式「870」が割りふられ、M290.002のUIC形式番号は870.002となった。同車の車籍を持つタトラトラックス社は営業運転に関する今後の具体的な計画はないとしているが、その後もプラハ中央駅での展示など各種イベントで博物館から各地の会場までの自力回送による走行を披露している。また同社は、復元整備に協力した地域社会への還元を視野に、将来的な営業運転実施にも含みを持たせている。

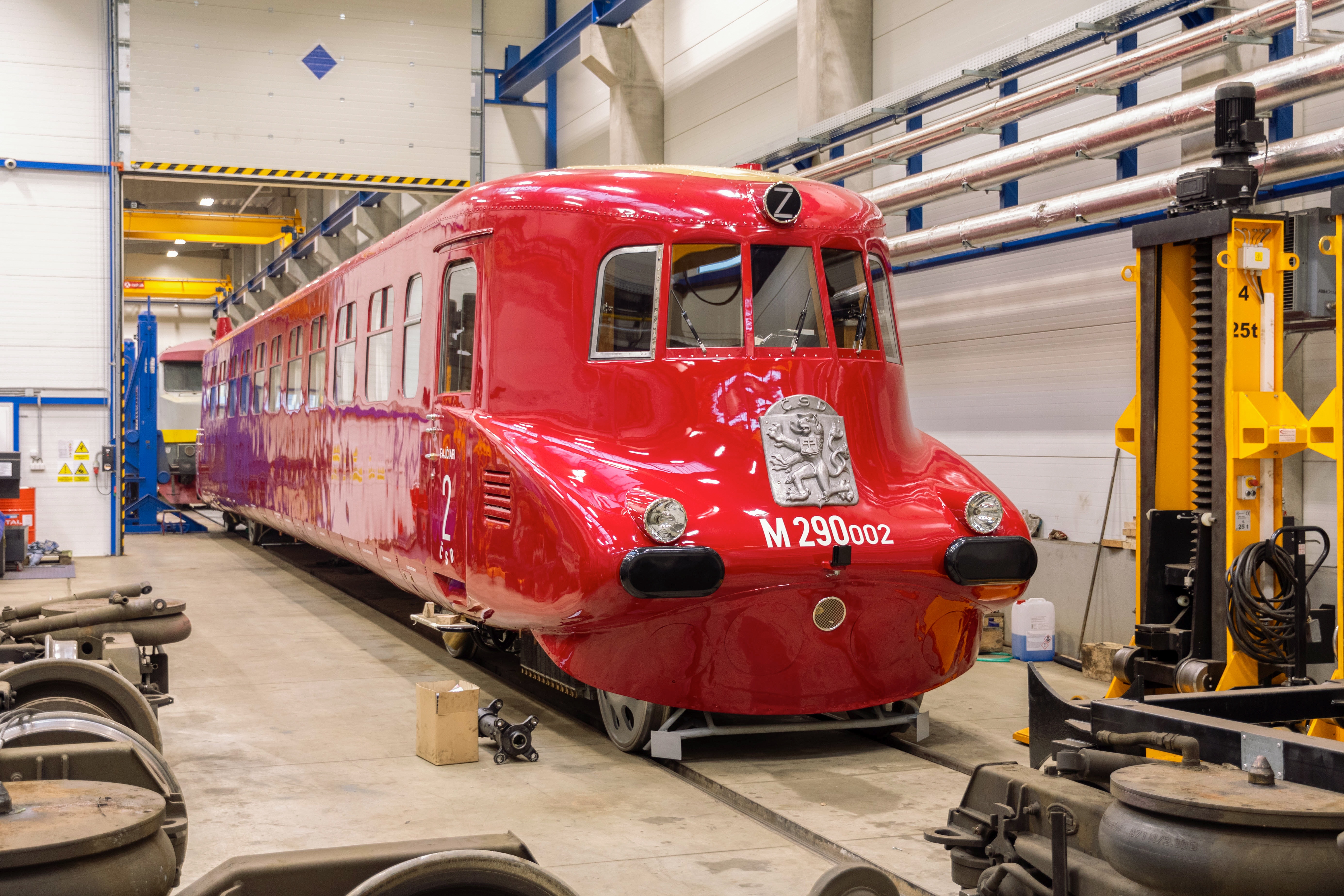
復元整備中のM290.002（2020年12月、チェコモラヴィア鉄道検修有限責任会社）
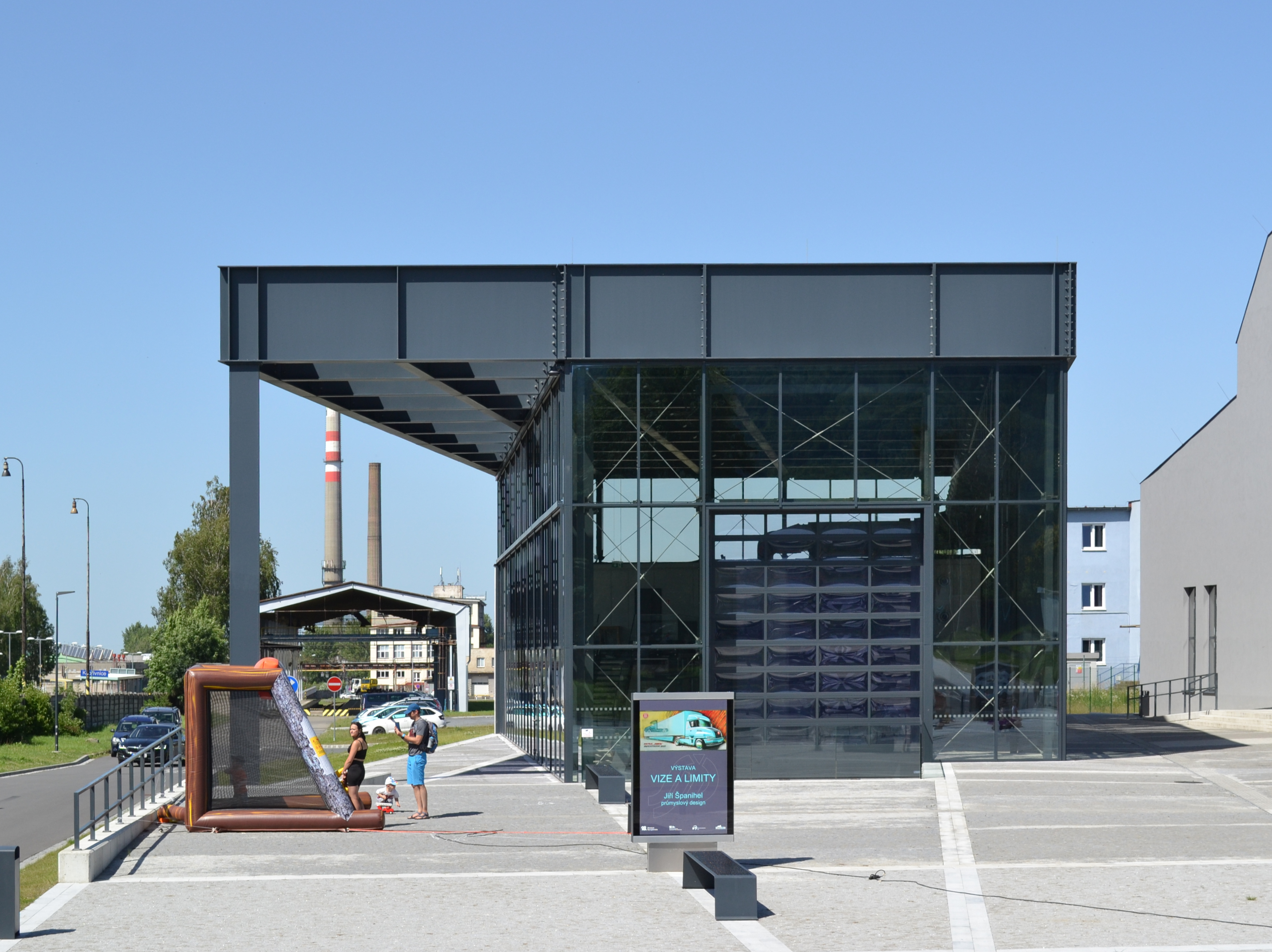
タトラ企業博物館に新設されたM290.002の車庫を兼ねる新展示室（2022年）
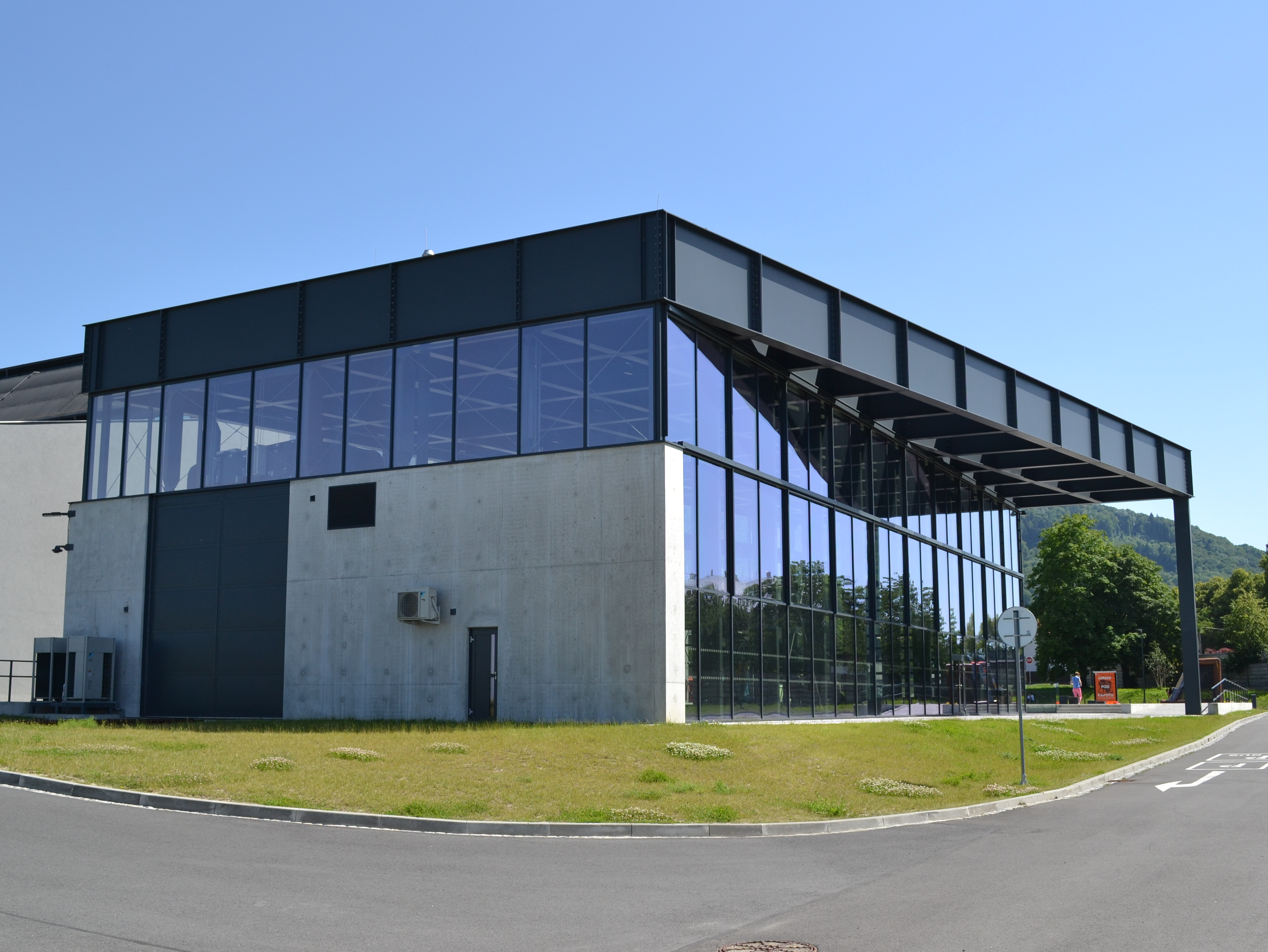
M290.002展示室裏側。写真左の鋼製扉が車両出入り口（2022年）
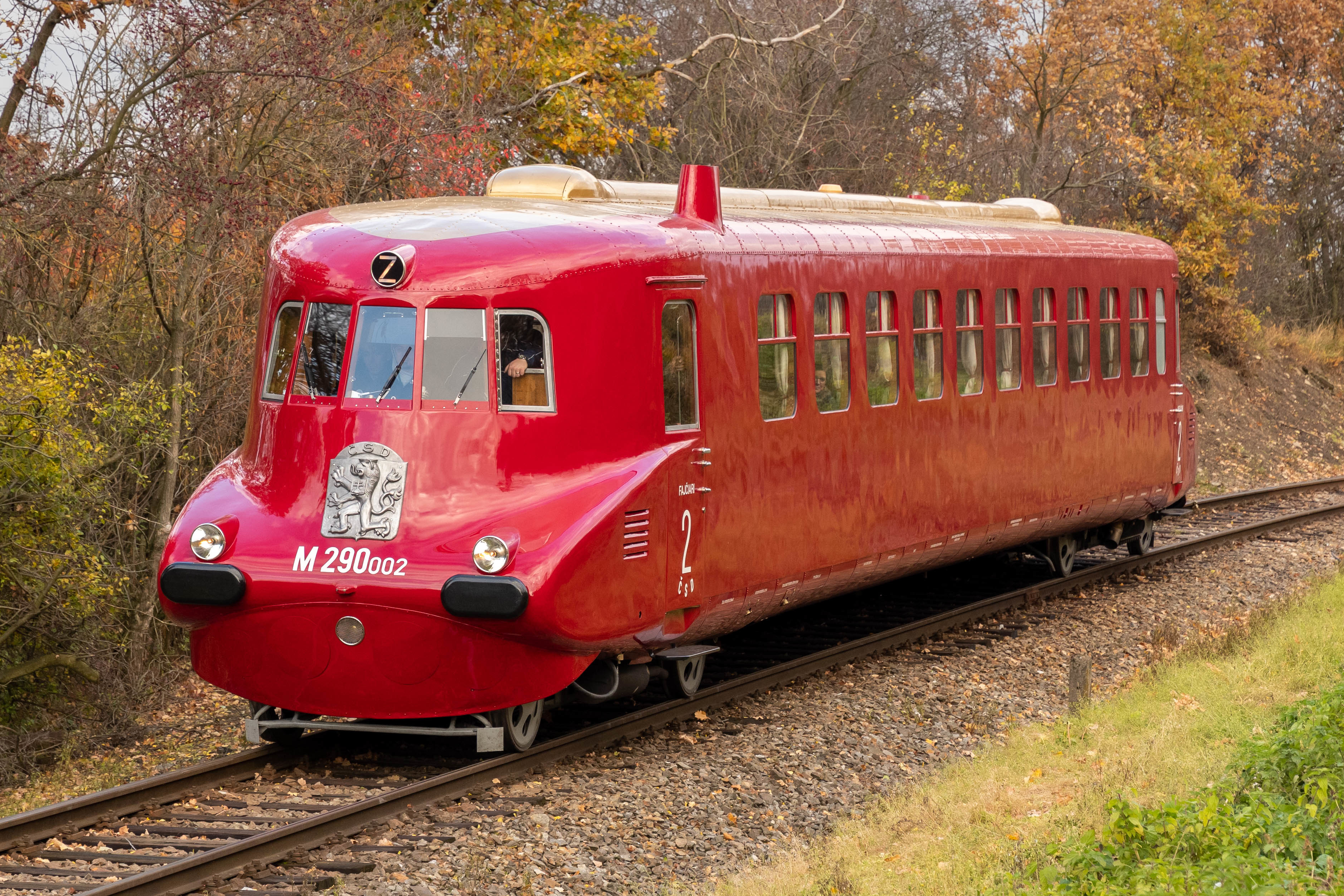
各地で運転されている復元整備後のM290.002（2021年11月、鉄道管理公団ジュレビ－ジュレビ停留場間）